# Computer Based Training
Il Computer Based Training o CBT ("insegnamento basato sul computer") è un metodo di insegnamento basato sull'uso di speciali software didattici per computer o di altro software dedicato (in forma di CD-ROM, DVD-ROM e così via). Può essere applicato nella formazione a distanza all'interno di uno specifico progetto educativo o nel contesto di un apprendimento autodidatta. 
Per ovvi motivi, si tratta di un approccio particolarmente efficace per insegnare l'uso di applicazioni software; quasi tutte le applicazioni moderne sono dotate di un tutorial in linea che si può considerare un esempio di software per il CBT.
Sono tuttavia diffusi anche programmi per lo studio delle lingue o di altre materie non informatiche. 
Il CBT in senso stretto può coesistere ed essere integrato con altre forme di insegnamento che impiegano il computer in altri modi, per esempio la formazione a distanza con l'apprendimento online o il sistema misto (frontale e informatizzato) (apprendimento misto).